# Barrage de Muqdadiya
Le barrage de Muqdadiya est un barrage irakien, situé sur la Diyala, un affluent du Tigre.

## Sources
- (fr) www.ac-rouen.fr/pedagogie/equipes/trinome/geopolitiqueeau.htm